# Tibo InShape
Thibaud Delapart, dit Tibo InShape (prononcé : [ɪnʃeɪp]), né le 19 janvier 1992 à Toulouse (Haute-Garonne), est un vidéaste web et entrepreneur français.
Il se fait connaître en tant que vidéaste spécialisé dans le domaine de la musculation.
Depuis mai 2024, il est le youtubeur francophone le plus suivi, comptabilisant plus de 26,9 millions d'abonnés en début juin 2025. 

## Biographie

### Enfance et études
Thibaud Delapart naît le 19 janvier 1992 à Toulouse. Après l’obtention de son baccalauréat, il étudie pendant trois ans à la Toulouse Business School et obtient un bachelor en 2014.
Après une agression subie en hiver 2009, alors qu'il a 17 ans, il s'inscrit dans une salle de musculation. Quatre ans plus tard, il publie sa première vidéo, dans laquelle il montre l'ampleur de sa transformation physique. Il explique plus tard avoir compris à la suite de l'agression qu'il a subie que le monde est un endroit « dangereux » où « à tout moment tout peut basculer ». Par ailleurs, il déclare s'être astreint à un mode de vie qu'il considère comme très sain : « J'ai toujours préféré me lever à six heures du matin pour aller à la salle de sport plutôt que de me mettre une mine en boîte de nuit avec mes copains. »

### Débuts sur Internet
En novembre 2013, en parallèle de ses études, Thibaud Delapart crée une chaîne sous le pseudonyme « Tibo InShape » et commence à publier des vidéos sur la plateforme YouTube. Sa chaîne évoque le thème du fitness et met en avant des conseils sur la musculation. Son audience grimpe lorsqu'il ajoute de l'humour à ses conseils de musculation et de nutrition. Sa notoriété augmente grâce aux réseaux sociaux. Ses « Daaamn ! » lancés en début de vidéos et son expression « énorme et sec » font partie des expressions célèbres liées à YouTube. En 2014, il lance une marque de vêtements vendue en ligne. Culturiste, il avoue sa bigorexie dans l'une de ses vidéos. En 2016, il est désigné par le magazine Libération comme l'un des dix comptes français les plus influents.
En décembre 2017, l'émission Quotidien le nomme « Youtubeur de l'année 2017 ». Il ouvre une salle de musculation en septembre 2017.

### Diversification des activités

#### Sur YouTube
À l'origine centrée sur la musculation, il diversifie sa chaîne petit à petit. Entre 2017 et 2019, Thibaud Delapart réalise de nombreuses vidéos de communication institutionnelle faisant la promotion de l'armée, la marine nationale, la police, l'administration pénitentiaire, ou encore du service national universel, successeur indirect du service militaire. Parmi elles, il tourne deux vidéos dans la maison d'arrêt d'Albi, puis trois vidéos de découverte de l'Institut de recherche criminelle de la Gendarmerie nationale. Ces vidéos auraient été facturées entre 20 000 et 30 000 € selon Slate.
Il diversifie le contenu de ses vidéos et se lance dans la découverte de différents modes de vie ainsi que métiers populaires ou encore méconnus du grand public. Le 20 mars 2019, il publie une vidéo sur le métier de thanatopracteur qui crée une polémique.

#### Commerce
En plus du rythme soutenu de ses vidéos, une centaine par an, il a créé une société nommée D2AM SAS qui vend des vêtements, compléments alimentaires ou encore des programmes d'entraînements sportifs,.

## Croissance sur YouTube
À partir de mai 2023, son audience croît considérablement. Le 29 juillet 2023, il devient le quatrième créateur individuel de contenus français sur YouTube à atteindre 10 millions d'abonnés.
Il atteint un milliard de vues et compte un million d'abonnés supplémentaires sur le mois de décembre 2023.
L'augmentation soudaine de l'audience du vidéaste est liée au fait qu'il poste très régulièrement des shorts (le format de vidéo courte et verticale sur YouTube).
Le 22 janvier 2024, il devient le 2e Youtubeur français après Squeezie, dépassant ainsi Cyprien. D'après les statistiques de Social Blade, reprises par La Provence, Tibo InShape pourrait devenir le premier Youtubeur français en dépassant Squeezie en juillet 2024.
Début mai 2024, il atteint les 18 millions d'abonnés, le laissant à environ 800 000 abonnés de moins que Squeezie.
Le 26 mai 2024, il devient le youtubeur francophone le plus suivi avec 18,92 millions d'abonnés, détrônant ainsi Squeezie qui a occupé la place de premier youtubeur de France pendant près de 5 ans,.

## Vie privée
Scout d’Europe dans son enfance, Thibaud Delapart est depuis 2017 en couple avec Justine Becattini, alias Juju Fitcats, une youtubeuse fitness qui a gagné le concours Miss InShape qu’il avait lui-même organisé cette année-là,. En septembre 2022, ils annoncent leurs fiançailles sur les réseaux sociaux,. Le 17 mai 2025, ils se marient.

## Prises de position
En juin 2024, lors des élections législatives, tandis que plusieurs influenceurs appellent leur public à voter contre le Rassemblement national, Tibo InShape publie un message sur les réseaux sociaux appelant à voter selon ses convictions personnelles, sans prendre parti politiquement. Il affirme à travers un tweet : « Si vous attendez de la part d'un créateur de contenu qu'il lise les programmes à votre place et vous incite à choisir un “camp”, alors vous mélangez tout. Vous êtes en âge de voter et donc de faire vos propres choix en accord avec vos convictions, vos besoins et vos croyances. »
Le même mois, lors d'une entrevue pour Brut, il se définit comme « de droite » en raison de son statut de chef d'entreprise. Il déclare également déplorer un manque de patriotisme en France et que le drapeau français soit associé à l'extrême droite, prônant la fierté nationale sans connotation politique. Il affirme qu'il accepterait un poste de ministre des Sports, indépendamment de l'orientation politique du gouvernement : « Que ce soit extrême gauche, extrême droite, à condition que je ne sois pas bloqué dans mes prises de décision,. »
Le 7 juillet 2024, il dit avoir voté pour Philippe Bonnecarrère (Renaissance) au second tour des élections législatives.
Dans un entretien accordé en décembre 2024 au Journal du Dimanche, il affirme : « Certes, le Rassemblement national défend certaines valeurs proches des miennes, mais pas toutes. » Il ajoute aussi : « Il y a du bon et du mauvais dans chaque camp,. »
Le 26 juillet 2025, il surprend en publiant une vidéo dans laquelle il critique le masculinisme,,, idéologie à laquelle il était jusque là régulièrement associé,.

## Polémiques

### 2015: Accusation de racisme
Plusieurs posts de Tibo InShape publiés entre 2009 et 2012 sur Facebook sous son vrai nom Thibaud Delapart, ressortent sur Jeuxvideo.com en 2015 et lui valent des accusations de racisme, d'homophobie, d'islamophobie et de xénophobie,. Le vidéaste évoque des photomontages puis une usurpation d'identité pour se dédouaner, puis reconnaît en être l'auteur.
L'un des messages polémiques, publié en 2012 dans le contexte de l'élection de Barack Obama et du projet de loi française sur le mariage des couples de même sexe, est authentifié par Libération grâce à une archive disponible dans la Wayback Machine : « Un noir réélu, le mariage des homosexuels adopté. Ce sera pas une journée facile. »
En juin 2024, il justifie ces propos comme étant de « l'humour noir » et exprime des regrets si ces propos ont blessé.

### 2019: Promotion du service national universel
En août 2019, une polémique éclate sur Tibo InShape et d'autres youtubeurs comme Sundy Jules qui ont fait la promotion du service national universel sans préciser explicitement le commanditaire, précisant simplement qu'il s'agissait d'une communication commerciale. Tibo InShape aurait reçu 20 000 € du ministère de l’Éducation pour la vidéo.

### 2022: Propos sur la dépression
En juin 2022, Tibo InShape publie une courte vidéo sur son compte TikTok, afin d'inciter les gens à se motiver et à faire du sport, en particulier les personnes peu motivées, et il y tient ces propos : « Réveille-toi putain de merde ! Rien à foutre de ta dépression ! Rien à foutre de tes excuses ! Rien à foutre de ton petit cœur brisé ! Rien à foutre de ta pression mentale ! Rien à foutre de ta fainéantise ! Rien à foutre de tes doutes. Arrête d'être une merde, d'être une personne sans aucune motivation. Arrête de gaspiller ta vie ! Lève-toi tout de suite ! » Ce discours a suscité une polémique et indigné de nombreuses personnes, notamment sur les réseaux sociaux. Tibo est alors accusé de méconnaître réellement la dépression et ses conséquences sur les personnes touchées. Quelques jours plus tard, face à l'ampleur de la polémique, il présente une courte vidéo d'excuses vis-à-vis des personnes qu'il aurait pu blesser,,.

### 2022: Accusations de grossophobie
Le 8 août 2022, Tibo InShape publie un tweet en s'exprimant sur l'obésité. Ce tweet lui vaut des accusations de grossophobie et de dénigrement des personnes en situation de surpoids.

### 2023: Greenwashing de l'industrie aéronautique
Le 14 juillet 2023, Tibo InShape publie une vidéo de 25 min sponsorisée par le GIFAS, visitant le Salon du Bourget, avec comme un des thèmes principaux, la pollution liée à l'industrie aéronautique, en interviewant des cadres de Dassault Aviation, Airbus, Thales, Safran… tous vantant l’écologie de leur industrie. Tibo ira même à déclarer que « l'avion de demain ne pollue pas. » Il est accusé à cette occasion de promouvoir une opération de greenwashing des industriels de l'aéronautique,.

### 2024: Vidéo avec une sexologue controversée
Le 12 janvier 2024, Tibo InShape sort une vidéo avec Thérèse Hargot, une sexologue belge controversée pour répondre à des questions intimes. La vidéo provoque une polémique sur les réseaux, car elle est reprochée de banaliser le viol conjugal. Dans cette vidéo, elle recommande aux couples de prévoir un « rendez-vous sexe » en préconisant que « le grand minimum c'est une fois par semaine », sous-entendant que les rapports doivent avoir lieu, même forcés,.
Thérèse Hargot avait déjà fait parler d'elle dans le passé, notamment en s'opposant à la pilule contraceptive, ou encore, en étant intervenante à la manif pour tous.

### 2025: Vidéo sur la santé mentale et financement de son mariage
En 2025, il lui est reproché de méconnaitre les questions de santé mentale après la publication d'une vidéo intitulée 24 heures dans un hôpital psychiatrique, dont la miniature le présente dans une cellule capitonnée, menacé d'être habillé d'une camisole,.
Une autre polémique apparaît en août concernant le financement de son mariage avec l'influenceuse Juju Fitcats,.

## Publications
- Tibo InShape et Cécile-Agnès Champart, Soyez une légende : Le livre qui muscle votre motivation, Neuilly, Éditions Michel Lafon, 24 août 2017, 144 p. (ISBN 978-2-7499-3258-3 et 2749932580)

## Discographie
- 2016 : Énorme et sec
- 2020 : Clash Juju Fitcats
- 2020 : Réconciliation
- 2021 : Anniversaire (QDH)

## Distinctions
| Année | Récompenses  | Catégories           | Nomination | Résultat   | Ref(s) |
| ----- | ------------ | -------------------- | ---------- | ---------- | ------ |
| 2017  | Q d'or       | YouTubeur de l'année | Lui-même   | Lauréat    | [ 62 ] |
| 2022  | ForYouAwards | Sport                | Lui-même   | Nomination |        |

## Palmarès amateur en boxe anglaise
| 1 combats       | 1 victoires | 0 défaites |
| Avant la limite | 0           | 0          |
| Sur décision    | 1           | 0          |

| Décision possible : KO • TKO (KO technique) • UD (décision aux points unanime) • MD (décision aux points majoritaire) • SD (décision aux points partagée) • D (match nul) • NC (sans décision) • RTD (abandon) |        |                     |      |       |             |                                    |       |
| Résultat | Record | Adversaire          | Type | Round | Date        | Lieu                               | Notes |
| Victoire | 1-0-0  | Thomas Darotchetche | UD   | 3     | 7 juin 2024 | Patinoire Jacques-Raynaud, Blagnac |       |